# Aeropuerto de Alma
El Aeropuerto de Alma (del inglés: Alma Airport) (IATA: YTF, OACI: CYTF) está ubicado a 2,2 MN (4.1 km) al sur de Alma, Quebec, Canadá.

## Aerolíneas y destinos
- Air Creebec
  - Ciudad de Quebec / Aeropuerto internacional Jean-Lesage de Quebec